# 龙州螺序草
龙州螺序草（学名：Spiradiclis longzhouensis）为茜草科螺序草属下的一个种。中国特有植物。产于广西龙州板闭；生于密林中岩石上。
其种加词“longzhouensis”意为“广西龙州县的”。